# 方家庄镇
方家庄镇是中国天津市宝坻区下辖的一个镇。

## 行政区划
方家庄镇下辖方家庄于街村、方家庄中街村、方家庄后街村、北马营村、民会村、红帽庄村、辛家庄村、何家庄村、北田家庄村、苑庄村、高家庄村、庞家庄村、杨喜庄村、刘举庄村、张会庄村、大芮庄村、中郝庄村、南刘庄村、田泗庄村、塔庄村、骆家庄村、胡宽庄村、张凤庄村、褚亮庄村、四里港村、杨家口村、西王庄村、马家庄村、杜家庄村、碱场村、老鸦台村、大角甸村、小角甸村、安平庄村、冯家庄村、刘黄庄村、吕家庄村、陈家庄村、牛家庄村、郭新庄村、北郝庄村、小杜庄村。